# Mesnay
Mesnay település Franciaországban, Jura megyében. Lakosainak száma 577 fő (2022. január 1.). Mesnay Arbois, La Châtelaine, Ivory, Les Planches-près-Arbois és Pretin községekkel határos.

## Népesség
A település népességének változása:
| Lakosok száma | 578  | 530  | 489  | 550  | 562  | 576  | 583  | 577  | 574  | 577  |
|               | 1968 | 1982 | 1990 | 2006 | 2013 | 2015 | 2017 | 2019 | 2020 | 2022 |